# Paolo Cognetti

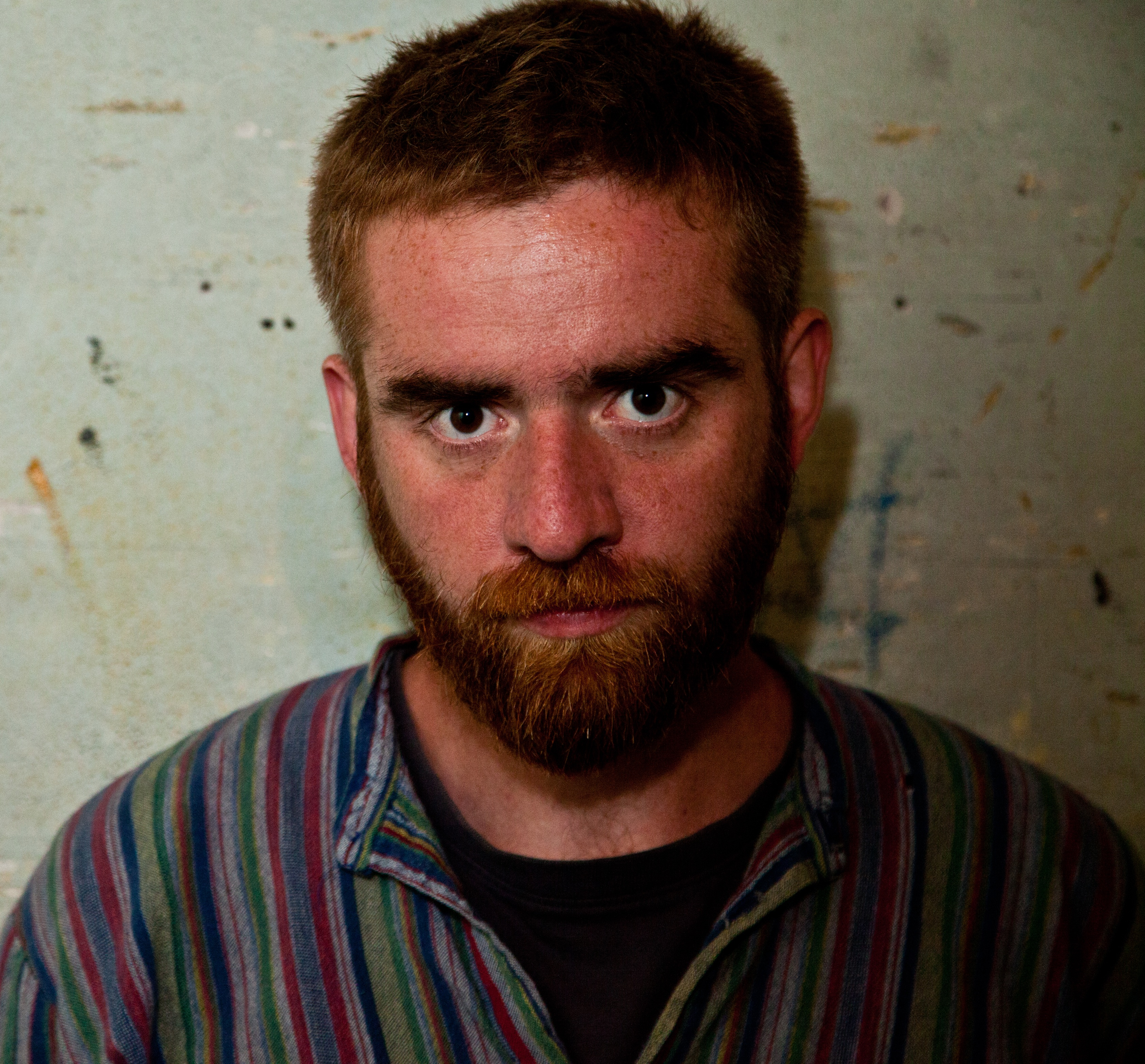
Cognetti (2012)

Paolo Cognetti (geboren 27. Januar 1978 in Mailand) ist ein italienischer Schriftsteller.

## Leben
Paolo Cognetti studierte zunächst Mathematik, gab das Studium auf und machte eine Filmausbildung an der Civica Scuola di Cinema di Milano. Cognetti drehte mehrere Dokumentarfilme. Cognetti schreibt Erzählungen und Romane. Inspiriert, sich ab und zu in die Berge zurückzuziehen und daraus Motive für sein literarisches Schaffen zu schöpfen, wurde er von Henry David Thoreau, Chris McCandless und Jack London.

## Auszeichnungen (Auswahl)
Er gewann 2003 mit der Erzählung Fare ordine den Premio Subway-Letteratura, 2009 den Premio Lo Straniero und kam mit dem Erzählband Sofia si veste sempre di nero 2013 auf die Shortlist des Premio Strega. Außerdem gewann er den Premio Fucini, den Premio Settembrini und war Finalist beim Premio Chiara. 2017 erhielt er für Le otto montagne (deutsch: Acht Berge) in Italien den Premio Strega und in Frankreich den Prix Médicis étranger (Les huit montagnes). Der Premio Strega gilt als der renommierteste Literaturpreis Italiens.

## Rezeption
Titus Arnu bezeichnet ihn in der Süddeutschen Zeitung als einen „der erfolgreichsten italienischen Autoren“.

„Paolo Cognetti hat mit seinen Büchern einen Weg gefunden, sein Glück mit sehr vielen Menschen zu teilen.“

### Rezeption „Acht Berge“
Der Roman Acht Berge wurde in 40 Sprachen übersetzt.
Das Portal femundo würdigte diesen Roman eine bildstarke Naturbeschreibung und das emotionale Porträt einer Männerfreundschaft:

„Der Roman begleitet die beiden Jungen von der Kindheit bis zur Lebensmitte. Neben den großen, äußerlich einschneidenden Ereignissen – Heirat, Geburt, Tod – erzählt Cognetti von den unsichtbaren Wendepunkten im Leben, den Momenten in dem sich innere Türen verschließen und der Ausblick in neue Richtungen fürs Erste verstellt ist.“

Die Süddeutsche Zeitung betrachtet den Roman vor dem Hintergrund einer italienischen Ausprägung von Heimatliteratur und schreibt:

„Cognettis Helden sind linke Dropouts, denen der Sezessionismus der politischen Rechten fremd ist, aber die gesellschaftliche Anpassung der Väter nehmen sie zurück. Ihr Fluchtpunkt sind die Berge.“

Im Jahr 2022 wurde das Buch von Felix Van Groeningen und Charlotte Vandermeersch verfilmt.

## Werke (Auswahl)
- Fiore mio (Dokumentarfilm). Italien, 2024
- Giù nella valle. Turin: Giulio Einaudi Editore, 2023
  - Unten im Tal. Aus dem Italienischen von Christiane Burkhardt. Penguin Random House Verlagsgruppe GmbH, München 2024, ISBN 978-3-328-60364-1
- La felicità del lupo. Turin: Einaudi, 2021
  - Das Glück des Wolfes. Aus dem Italienischen von Christiane Burkhardt. Penguin Verlag, München 2021, ISBN 978-3-328-60203-3
- Senza mai arrivare in cima. Viaggio in Himalaya. Turin : Einaudi, 2018
  - Gehen, ohne je den Gipfel zu besteigen. Aus dem Italienischen von Christiane Burkhardt. Penguin Verlag, München 2019, ISBN 978-3-328-60108-1
- Le otto montagne. Turin : Einaudi, 2016
  - Acht Berge : Roman. Aus dem Italienischen von Christiane Burkhardt. Deutsche Verlags-Anstalt, München 2017, ISBN 978-3-421-04778-6
- Tutte le mie preghiere guardano verso Ovest. EDT 2014
- A pesca nelle pozze più profonde. Meditazioni sull'arte di scrivere racconti. Rom : Minimum fax, 2014
- mit Mara Cerri: Il nuotatore. Rom : Orecchio Acerbo, 2013
- Il ragazzo selvatico. Quaderno di montagna. Mailand : Terre di Mezzo, 2013
  - Fontane Numero 1. Ein Sommer im Gebirge. Aus dem Italienischen von Barbara Sauser. Rotpunktverlag, Zürich 2017, ISBN 978-3-85869-740-0
- Sofia si veste sempre di nero. Rom : Minimum fax, 2012
  - Sofia trägt immer Schwarz. Aus dem Italienischen von Christiane Burkhardt. Penguin, München 2018, ISBN 978-3-328-60027-5
- New York è una finestra senza tende. Reiseführer. Bari : Laterza, 2010
- Una cosa piccola che sta per esplodere. Rom : Minimum fax, 2007
- Manuale per ragazze di successo. Rom : Minimum fax, 2004